# Zirkon
Zirkon är ett starkt ljusbrytande, mycket hårt silikatmineral (ZrSiO4) som tillhör gruppen nesosilikater. Namnet kommer från persiska zargun som betyder guldfärgade. Detta ord är påverkat till "jargoon", ett begrepp som används för ljusa zirkoner. Det engelska ordet "zirkon" härstammar från "Zirkon", som är den tyska anpassningen av detta ord. Varieteter av zirkon är hyacint (gul, gulröd, rödbrun) och jargon (halmgul till nästan färglös).

## Egenskaper
Zirkonens kristallstruktur är tetragonal. Den naturliga färgen varierar mellan färglös, gul-guld, rött, brunt, blått och grönt. Färglösa zirkoner som visar ädelstenskvalitet är populära imitationer för diamant och är även kända som "Matura diamanter" från Sri Lanka. Eftersom det inte är diamant är beteckningen numera inte tillåten enligt CIBJO (Conféderation internationale de la bijouterie, joaillerie, orfévrerie, des diamants, perles et pierres).
Zirkon har Mohs hårdhet 7,5 och en specifik densitet på 4,6 - 4,7. På grund av sin hårdhet klarar zirkon av mycket höga tryck och temperaturer samt har en hög motståndskraft mot vittring och erosion vilket innebär att det finns mycket gamla zirkonkristaller kvar på jorden.
Mineralet zirkon ska inte förväxlas med kubisk zirkonia, ibland felaktigt benämnt kubisk/cubic zirkon, som är zirkoniumoxid, ZrO2 med tillsatta stabiliseringsämnen och alltså har en annan sammansättning än zirkon. Båda används som smyckesstenar och diamantsimulanter.

## Förekomst
Zirkon är allmänt förekommande i jordskorpan. Det finns som ett accessoriskt mineral i magmatiska bergarter (huvudsakligen som kristallisationsprodukter), i metamorfa bergarter och som vittringskorn i sedimentära bergarter. Stora zirkonkristaller är sällsynta. Deras genomsnittliga storlek i granit är omkring 0,1 till 0,3 mm, men de kan också växa i storlek till flera centimeter, speciellt i pegmatiter och karbonatiter.

Världsproduktion av zirkoniummineralkoncentrat.

Zirkon förekommer i ekonomiska koncentrationer i vissa tungsandsfyndigheter, i vissa pegmatiter och i vissa sällsynta alkalina vulkaniska bergarter, till exempel Toongi trakyt, Dubbo, New South Wales Australien tillsammans med zirkonium-hafnium-mineralen eudialyt och armstrongit.
Australien är världsledande inom zirkongruvdrift, som producerar 37% av världens totala utvinning och står för 40% av världens EDR (påvisade brytvärda fyndigheter) för mineralet. Sydafrika är Afrikas största producent, med 30% av världsproduktionen, näst efter Australien.
I Sverige är bland annat Högsbo kvartsbrott i Bohuslän, Ås på Alnön i Medelpad och Reunavare i Lappland kända fyndlokaler

## Användning
Zirkon används huvudsakligen som ett opakmedel främst i den dekorativa keramikindustrin.
Det är också den främsta råvaran till andra föreningar av zirkonium såsom zirkoniumdioxid (ZrO2), även kallad zirkonia, ett av de mest eldfasta material som är kända. Andra tillämpningar inkluderar formgjutning och ett växande utbud av specialapplikationer och zirkoniumkemikalier. Zirkon är i mindre mängd råvara för framställning av metallen zirkonium som används till katalytiska bränsleomvandlare och i vatten- och luftrening system samt som zirkoniumlegering i kapslingsmaterial för uran i kärnbränslestavar.
Då zirkon är extremt motståndskraftigt och ofta innehåller en ringa mängd torium eller uran används det också till radiometriska dateringar av bergarter med uran-bly-metoden. Sådana radioaktiva zirkoner kan bilda pleokroitiska glorior i omgivande mineral.

## Bilder

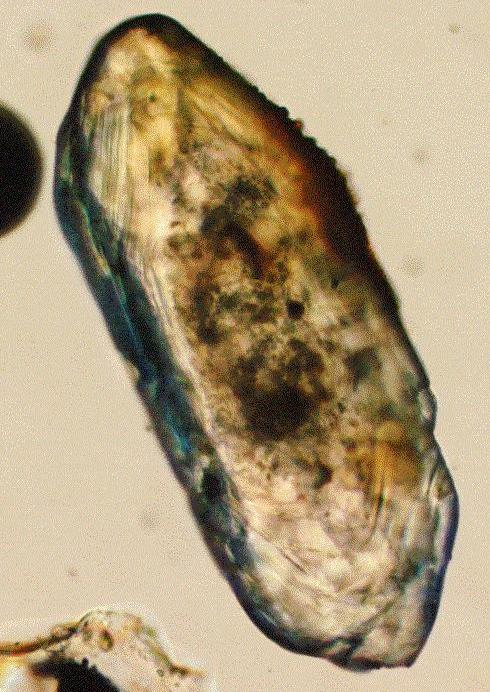
Ljusmikroskopbild av zirkonkorn ca 250 μm, med synliga tillväxtzoner.
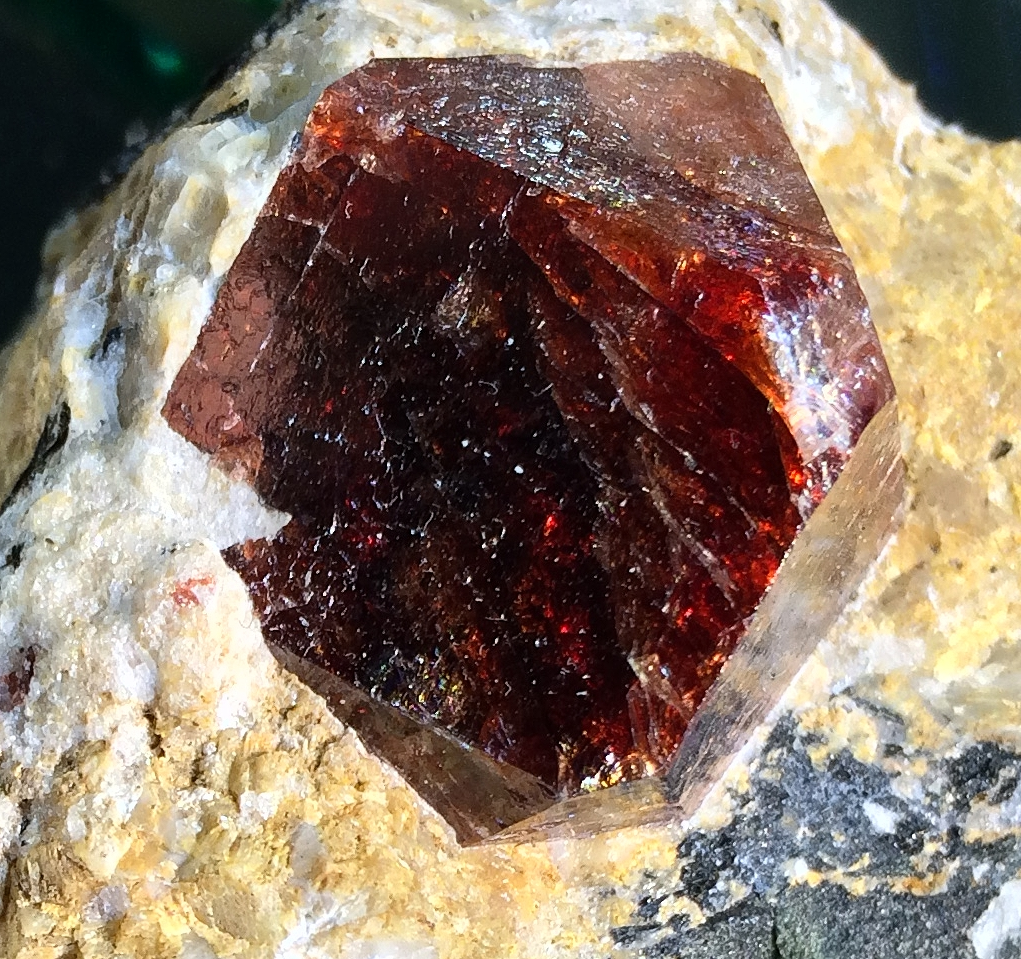
Zirkonkristall från Pakistan.
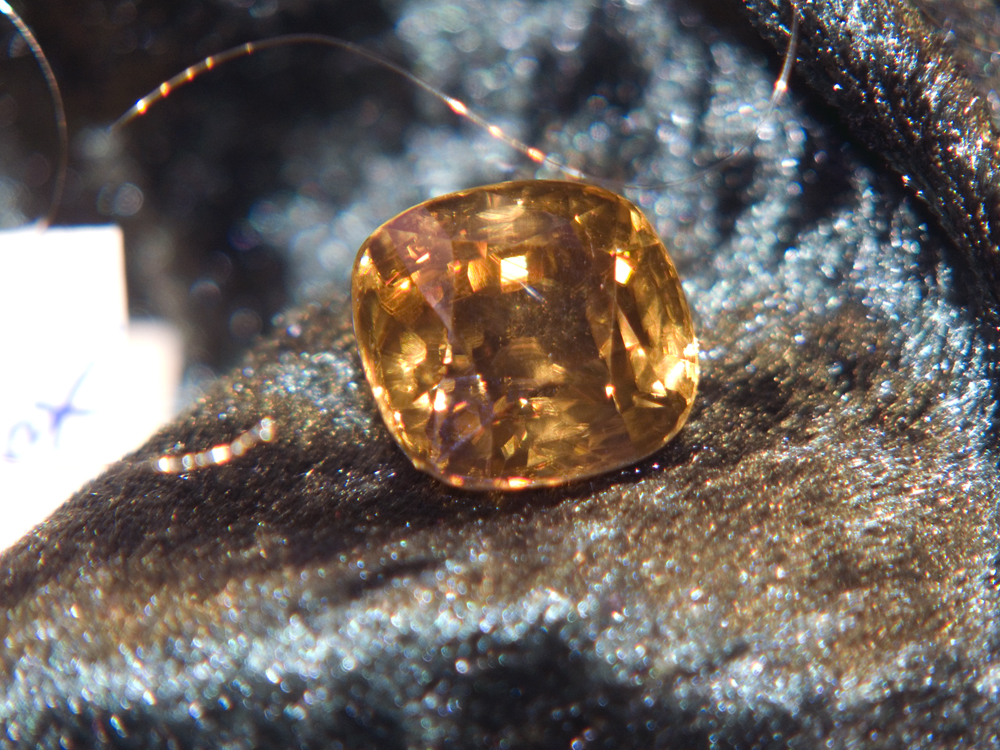
Slipad zirkon.
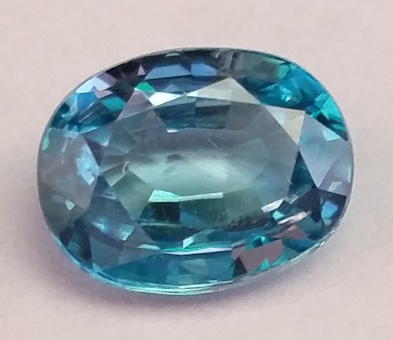
Blå värmebehandlad zirkon från Kambodja .
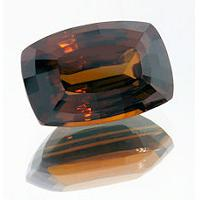
Facetterad zirkon.
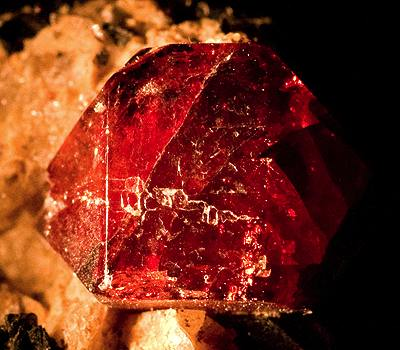
Zirkon från Harchu, Astor, Pakistan.